# MiSide
MiSide — пригодницька комп'ютерна гра з елементами хорору в аніме-стилістиці від російських інді-розробників AIHASTO. Реліз гри відбувся 11 грудня 2024. За сюжетом MiSide головний герой переміщається всередину мобільної гри про дівчину на ім'я Міта.

## Ігровий процес
Основною частиною ігрового процесу є пригоди від першої особи всередині симуляції. Місце дії — віртуальна квартира Міти у різних версіях гри, а також аномальні місця та ділянки за межами «ігрової карти». Гравець вивчає віртуальний світ мобільної гри, вирішує головоломки, маніпулює предметами. Як побічні активності в MiSide присутня безліч міні-ігор: у деяких з них головний герой змагається з Мітами, в інші ж грає наодинці (наприклад, в ігрові автомати). За ходом розвитку сюжету вивчення кімнат та виконання простих доручень змінюються стелсом та хорором. У світі MiSide зустрічаються різні версії Міти, кожна з яких має свій власний характер. Як наративний елемент активно використовується руйнування четвертої стіни. Тривалість проходження від 4 до 8 годин.
У майбутньому планують вихід повноцінного мирного режиму, який активується, якщо гравець вирішить залишитися всередині гри, незважаючи на всі дива Міти, він знаходиться в розробці. Також планують додавання альтернативних сюжетних кінцівок.

## Сюжет
Чоловічий персонаж (гравець може сам вигадати ім'я) отримує на свій смартфон додаток-гру під назвою MiSide. У ньому необхідно доглядати жіночого персонажа на ім'я Міта. Сама програма є 2D-грою в жанрі симуляції життя /мобільного тамагочі з видом зверху. Після того, як гравець досягає 37-го ігрового дня, Міта несподівано виявляє бажання зустрітися з ним віч-на-віч. Коли він піднімає погляд від смартфона, то опиняється у 3D-версії ігрового світу, сидячи на дивані у віртуальній квартирі, де зустрічає Міту особисто. Гравець проводить час із віртуальною дівчиною, граючи в консольні ігри та виконуючи рутинні дії. Поступово він помічає низку дивних явищ у квартирі. Зрештою, він чує шум із шафи, а Міта намагається завадити йому заглянути туди.
Коли гравець таки намагається відкрити шафу, Міта клацає пальцями, кімната занурюється у темряву, а дівчина починає полювання за героєм. Гравець знаходить ключ від дверей у шафі, яка веде його до підвалу, де він зустрічає у клітці добру версію Міти. Вона дає гравцеві кільце, яке має вказати йому шлях до свободи, і пояснює, що Міта, з якою він зустрівся раніше, є шаленою версією, яка викрадає чоловіків у гру і перетворює їх на картриджі. Добра Міта стверджує, що потрібно дістатися «ядра» — кімнати з головною консоллю управління ігровим світом, щоб перезавантажити Божевільну Міту, таким чином убивши її поточну версію і стерши всі її спогади.
Гравець звільняє Добру Міту, втікає з квартири Божевільної Міти і продовжує свою подорож віртуальною реальністю до більш ранніх версій гри, по дорозі зустрічаючи інші версії Міти. Вони мають свій характер (наприклад, є весела та гіперактивна Міта в кепці, дуже сонна Міта, зменшена моделька Міти і так далі), а деякі — помилки в коді. Головний герой дізнається, що всередині гри постійно генеруються нові віртуальні моделі Міти з прототипів-манекенів, а забаговані манекени вирушають на звалище.
Головному герою вдається дістатися до ядра і запустити перезавантаження Божевільної Міти, але пізніше він виявляє, що насправді Божевільна Міта залишилася не перезавантаженою, оскільки вона є бракованим манекеном під оболонкою однієї з Міт, а її будинку та версії просто не існує. Весь цей час вона сканувала гравця та поступово завантажувала його в картридж. Божевільна Міта заявляє, що «живим гравець їй більше не потрібен». Після того, як гравцеві вдається втекти, він видаляє програму зі свого смартфона, але гра починає зависати. У самому фіналі Шалена Міта відкриває сейф у підвалі та витягує портативну консоль. Потім вона виймає картридж, на якому написано ім'я гравця.
Крім основної кінцівки, є дві альтернативні, доступні після проходження великої історії:
- Якщо гравцеві вдасться відкрити сейф у підвалі, він знайде консоль з основної кінцівки і витягне картридж, що вб'є його (оскільки вилучення картриджів з консолі, поки вона ще ввімкнена, призведе до миттєвої смерті гравців, що перебувають у грі).
- Якщо гравець вирішить не відкривати шафу, активується мирний режим (поки він у розробці), і Божевільна Міта перестане бути ворожою. Однак для досягнення цієї мети необхідно виконати такі умови: пройти гру на звичайну кінцівку, спокійно проводити з Мітою час, не звертати уваги на дивні речі.

## Розробка
MiSide була розроблена компанією AIHASTO — командою з двох російських незалежних розробників інді-ігор: MakenCat та Umeerai. Озвучкою персонажів російською мовою займалася команда з озвучування аніме DreamCast. Японською мовою Міту озвучувала Кана Ханаїва, раніше відома в ролі Лілії Кацурагі у фільмі Gakuen Idolmaster.

## Реакції та оцінки
MiSide отримала більше 10 000 відгуків у Steam за тиждень після релізу, з рейтингом 98% («вкрай позитивні оцінки»). Оглядачі відзначили поєднання психологічного хорору з милою та заспокійливою атмосферою, захоплюючим оповіданням та захоплюючим ігровим процесом як ключові переваги. 
За словами розробників, вони не очікували, що гра стане такою популярною і уважно обмірковують майбутні плани. На Metacritic гра отримала 83 зі 100 балів на основі оглядів критиків та 7,9 з 10 на основі оцінок користувачів. Користувацька оцінка на IMDb — 7,3 з 10. 
Дописувач сайту Hey Poor Player оцінив гру позитивно, загальна оцінка 4,5 з 5. Оглядачі gamersheroes.com та multiplayer.it теж позитивно оцінили гру. 
Індійський відділ журналу Rolling Stone підсумовує статтю про гру словами: «MiSide дає багато матеріалу для роздумів. ... захоплююче спостерігати, як самотність, ізоляція та покинутість проявляються в різних людях». 
Огляд від Gamesline закінчується такими словами: «MiSide — це гра, яка настільки сильно зацікавлена в тому, аби ви нею насолоджувалися, що вона виривається із задушливих рамок типової формули, схожої на DDLC, і стає чимось набагато більш особливим і незабутнім. ... коли я згадую моменти з MiSide, гри з власними дуже жахливими сюжетами, моменти, які я пам’ятаю, це танці з Кеппі (англ. Cappie, дос. «Кепочка»), неймовірна цундере Міла, яка показує вам свою особливу техніку меча, або моменти, коли гра змінює перспективу так, як я ніколи не бачив. MiSide може бути страшною і кривавою та іноді може серйозно збентежити вас, але найголовніше, хоче, аби ви запам'ятали, як добре ви провели час», оцінка 5 зірочок. 
Кирило Волошин з видання StopGame.ru назвав гру «в позитивному сенсі маніпулятивною, інтригуючою гравців, а з недоліків вказав на відсутність нелінійності та невичитаність тексту», поставивши MiSIde оцінку «Дивовижно». Дар'я Щеглова, автор VGTimes, зазначила, що MiSide — це «чарівна гра, яка здатна і налякати, і викликати посмішку». За її словами, у цій грі «кожна деталь виконана з любов'ю, що робить її справжнім подарунком для індустрії». 